# Шанцев, Пётр Васильевич
Пётр Васильевич Шанцев (10 сентября 1927 — 30 сентября 1981) — бригадир монтажников строительного управления № 2 треста «Уралтяжтрубстрой» Министерства строительства предприятий тяжёлой индустрии СССР, гор. Первоуральск Свердловской области. Заслуженный строитель РСФСР (23.01.1969). Герой Социалистического Труда (19.03.1981).

## Биография
Родился 10 сентября 1927 года на территории Уральской, ныне — Тюменской области. Русский.
Работал монтажником, а затем бригадиром монтажников строительного управления № 2 треста «Уралтяжтрубстрой» в городе Первоуральск Свердловской области. За достигнутые успехи при строительстве, проектировании и освоении оборудования цеха непрерывной прокатки бесшовных труб на Первоуральском новотрубном заводе в 1963 году награждён орденом Ленина.
Избирался депутатом Первоуральского городского советов народных депутатов трудящихся регистрация в кандидаты депутатов трудящихся.
Наивысших трудовых достижений добился в годы десятой пятилетки (1976—1980).
Указом Президиума Верховного Совета СССР от 19 марта 1981 года за выдающиеся успехи, достигнутые в выполнении заданий десятой пятилетки и социалистических обязательств, Шанцеву Петру Васильевичу присвоено звание Героя Социалистического Труда с вручением ордена Ленина и золотой медали «Серп и Молот».
Жил в Первоуральске. Умер 30 сентября 1981 года. Похоронен на городском кладбище Первоуральск Свердловской области.
Заслуженный строитель РСФСР (23.01.1969).

## Награды
- Золотая медаль «Серп и Молот» (19.03.1981)
- Орден Ленина (05.09.1963).
- Орден Ленина (19.03.1981).
- Медаль «В ознаменование 100-летия со дня рождения Владимира Ильича Ленина» (6 апреля 1970)
- Медаль «Ветеран труда»
- Медаль «За трудовую доблесть»
- медалями ВДНХ СССР:

## Память
- На могиле Героя установлен надгробный памятник.